# 911 (banda)
911 (pronunciado "nine one one") es una banda inglesa de pop formada por Lee Brennan, Jimmy Constable and Simon "Spike" Dawbarn en 1992. Publicó su sencillo debut «Night to Remember» en mayo de 1996. Tras el sencillo se publicó su álbum debut The Journey en marzo de 1997, que consiguió ser disco de oro por la BPI en noviembre de 1997. 911 publicó dos álbumes más llegaron a discos Platino, Moving On (1998) y There It Is (1999). Del álbum There It Is fue publicado el único éxito n.º 1 del grupo en el Reino Unido, una versión del tema de Dr. Hook «A Little Bit More», el cual alcanzó el top del UK Singles Chart en 1999.
En sus primeros cinco años juntos, 911 anotó 10 sencillos en el top 10 de Reino Unido. Vendieron 10 millones de sencillos y 6 millones de álbumes en todo el mundo y fueron muy populares en el sudeste de Asia, donde sus primeros dos álbumes fueron n.º 1. Anunciaron su separación en febrero de 2000.
911 se reunió en 2005, participando en el reality show de ITV Hit Me, Baby, One More Time. Continuaron ocasionalmente realizando shows en vivo a partir de entonces. En octubre de 2012, se anunció que 911 se reunirían nuevamente para el reality-documental de ITV2 The Big Reunion, junto con Atomic Kitten, Liberty X, B*Witched, Five and Honeyz en enero de 2013. Debido a la acogida positiva, los grupos realizaron una serie de conciertos en el Reino Unido e Irlanda. Su álbum de retorno Illuminate... (The Hits and More) fue publicado el 8 de septiembre de 2013, junto con su sencillo «2 Hearts 1 Love». A comienzos de 2014, 911 realizó su propia gira por Reino Unido The Illuminate: The Hits and More Tour.

## Carrera

### 1995-1996: Formación y éxito temprano
Los bailarines Jimmy Constable y Simon "Spike" Dawbarn se conocieron a principios de 1990 por mediación de otro bailarín llamado Clive. En poco tiempo, Constable y Dawbarn fueron escogidos para trabajar como bailarines en el show musical nocturno de ITV The Hit Man and Her. En 1995, después de ver el éxito de Jason Orange, quien solía ser bailarín en el show y había formado parte de la banda de chicos Take That, Constable y Dawbarn decidieron formar su propio grupo juntos. En la estación CFM Radio en Carlisle, Cumbria, encontraron a Steve Gilmour (representante también de PJ & Duncan y Boyzone), y le propusieron ser el mánager del grupo unos meses después. Gilmour inicialmente no dio mucho por la banda ya que no sabía nada sobre management pero, con el paso del tiempo, Constable y Dawbarn continuaron ganando más y más fanes.

### 2023 - Actualidad
En 2023 lanzaron, junto al cantante vietnamita Duc Phuc, MV "Em dong y” (I do), producto que se convirtió en el MV con mayores visualizaciones en todo el año: 58 millones de reproducciones tras 10 meses de lanzamiento.

## Discografía
| Álbumes de estudio - 1997: The Journey - 1998: Moving On - 1999: There It Is - 2013: Illuminate... (The Hits and More) Álbumes de grandes éxitos - 2000: The Greatest Hits and a Little Bit More |